# Lucas di Grassi
Lucas Tucci di Grassi, född 11 augusti 1984 i São Paulo, är en brasiliansk racerförare som kör för Audi Sport ABT Schaeffler i Formel E.

## Racingkarriär
Lucas di Grassi har tidigare tävlat i GP2 där han slutade tvåa säsongen 2007.
Han var testförare för formel 1-stallet Renault 2008 men han fick därefter ingen förarplats, varför han lämnade stallet.
Han blev mästare i Formel E 2017.